# Slobodan Selenić
Slobodan Selenić (en serbe cyrillique : Слободан Селенић), né le 7 juin 1933 à Pakrac et mort le 27 octobre 1995 à Belgrade, est un poète, romancier, dramaturge, scénariste et critique dramatique serbe. Il a été membre correspondant de l'Académie serbe des sciences et des arts.

## Biographie
Il étudie le théâtre à l'université de Belgrade, puis entreprend des études de troisième cycle à Bristol en 1950.
Dans ses romans comme dans son théâtre, il adopte un registre réaliste pour exposer le conflit entre les avancées de la culture européenne et le retard des Balkans, notamment sur le territoire de l'ex-Yougoslavie. Un leitmotiv de son œuvre revient sans cesse sur l'arrivée au pouvoir du parti communiste en 1945 et la destruction progressive de l'éveil économique et culturelle amorcée pendant l'entre-deux-guerres. Dans plusieurs de ses romans, notamment dans Timor Mortis (1989) et Meurtre avec préméditation (Ubistvo s predumisljajem, 1993), il expose la difficile et tragique survie d'une culture que tout tend à faire disparaître.
Déçu par la corruption des dirigeants politiques de l'opposition, le DEPOS, pour lequel il militait, il abandonne tout engagement politique en 1992.
De son roman Meurtre avec préméditation, il tire le scénario pour le film Ubistvo s predumisljajem, réalisé par Gorčin Stojanović (sr) en 1995.
Il meurt d'un cancer à Belgrade en octobre 1995.

## Œuvres
Liste non exhaustive
- Angažman u dramskoj formi (littéralement, L'engagement dans la forme dramatique), Prosveta, Belgrade, 1965 (ASIN B009ASUU4O)
- Memoari Pere Bogalja (littéralement : Les mémoires de Pero l’éclopé), Prosveta, Belgrade, 1968 (ASIN B004HB5MGA)
- Pismo/Glava (Lettre/Tête), 1972  (ISBN 978-8652103218)
- Antologija savremene srpske drame (littéralement: Anthologie du drame serbe contemporain), Srpska knjezevina zadruga, 1977 (ASIN B00UWX7PGM)
- Prijatelji, 1980 (ASIN B004HAUN1A) Publié en français sous le titre Ces deux hommes, traduit par Mireille Robin, Paris, éditions Robert Laffont, coll. « Pavillons. Domaine de l'Est », 1990  (ISBN 2-221-06577-8)
- Očevi i oci, 1985 (ASIN B004HB03NM) Publié en français sous le titre L'Ombre des aïeux, traduit par Gojko Lukić et Gabriel Iaculli, Paris, Gallimard, coll. « Du monde entier », 1999[2],[3],[4] (ISBN 2-07-074332-2)
- Ruženje naroda u dva dela (littéralement: Outrage au peuple en deux parties)
- Timor mortis, 1989  (ISBN 978-8601016453) Publié en français sous le titre Timor mortis, traduit par Gojko Lukić, Paris, Gallimard, coll. « Du monde entier », 2018  (ISBN 978-2-07-076149-4)
- Drame (littéralement: Drames), 1990 (ASIN B00AIOA594)
- Knez Pavle (littéralement: Le Prince Pavle), pièce à thèse, 1991 (ASIN B00AIOXKA0)
- Ubistvo s predumišljajem, 1993  (ISBN 978-8652102792 et 978-8607007332) Publié en français sous le titre Meurtre avec préméditation, traduit par Gojko Lukić et Gabriel Iaculli, Paris, Gallimard, coll. « Du monde entier », 1996[5] (ISBN 2-07-073846-9)
- Iskorak u stvarnost (littéralement: Entrer dans la réalité), Prosveta, Belgrade, 1995 (ASIN B00HIFP56E)
- Dramski pravci 20. veka (littéralement: Cours de théâtre du XXe siècle), 2002  (ISBN 978-8682101192)

## Filmographie
- 1995 : Ubistvo s predumisljajem, film serbe réalisé par Gorčin Stojanović (sr), adaptation du roman Meurtre avec préméditation

## Récompenses
- 1969 : prix d'octobre de la ville de Belgrade
- 1980 : prix NIN pour Ces deux hommes
- 1981 : prix de la Bibliothèque nationale de Serbie
- 1989 : prix Meša-Selimović pour Timor mortis
- 1995 et 1996 : prix de la Bibliothèque nationale